# Берглер, Ганс
Ганс Берглер (нем. Hans Bergler; 15 июня 1859, Вена, Австро-Венгрия — 29 июля 1912, там же) — австрийский писатель
, журналист, редактор,  театральный критик,  публицист.

## Биография
Родился в скромной семье, но смог окончить среднюю школу в своем родном городе при поддержке всей своей семьи. Затем поступил в Венский университет. Дебютировать как журналист в студенческие годы, опубликовав ряд эссе и статей. После окончания учёбы устроился на работу в несколько австрийских газет. Стал фельетонистом в венской ежедневной газете «Wiener Allgemeine Zeitung» (до 1888).  В мае 1890 года работал в Deutsche Zeitung в качестве театрального критика , а в конце октября 1893 года — в тот же отдел газеты. 
С декабря 1894 по сентябрь 1898 года редактировал «Neues Wiener Journal» .
Автор ряда романов, повестей, очерков и комедий. Использовал псевдоним Оттокар Танн-Берглер. 

## Избранные произведения
- Wundermann, 1888 (роман);
- Aus dem lachenden Wien, 2 изд., 1891 (очерки);
- Der Herr Abgeordnete, 1892 (комедия);
- Der Herr Gegenkandidat, 1895 (комедия);
- Im Dreivierteltakt, 5 изд., 1902;
- Seine Majestät das Kind, 6 изд., 1902;
- Die Theatergredl, 1904 (повесть);
- Auf Mensur, 1904 (комедия).